# Rhesala moestalis
Rhesala moestalis är en fjärilsart som beskrevs av Walker 1865. Rhesala moestalis ingår i släktet Rhesala och familjen nattflyn. Inga underarter finns listade.